# Neobisium primitivum
Neobisium primitivum är en spindeldjursart som beskrevs av Beier 1931. Neobisium primitivum ingår i släktet Neobisium och familjen helplåtklokrypare.

## Underarter
Arten delas in i följande underarter:
- N. p. primaevum
- N. p. primitivum